# هندریک جان کویمن
هندریک جان کویمن (انگلیسی: Hendrik Jan Kooijman؛ زادهٔ ۱۷ january ۱۹۶۰ (۶۵ سال)) ورزشکار هاکی روی چمن اهل پادشاهی هلند است.
وی در مسابقات کشوری و بین‌المللی در مجموع برندهٔ ۱ مدال طلا، ۱ مدال برنز شده‌است.